# Exhumation
Pour l’article homonyme, voir Exhumation (géologie).
L'exhumation est l'acte par lequel un défunt est déterré après avoir été inhumé.
La motivation pour l'exhumation d'un défunt peut être criminelle (profanation de tombe, nécrophilie comme dans le cas du Vampire du Montparnasse) ou bien légale (autopsie, transfert de la dépouille, reprise de la sépulture à l'expiration de la concession, fouille archéologique). D'autres raisons juridiques encore peuvent être invoquées, comme dans le cas de l'exhumation du pape Formose et du concile cadavérique.
L'exhumation peut aussi être un acte formel en vertu d'un procès en béatification afin de vérifier l'incorruptibilité du corps.
L'exhumation peut, enfin, faire partie d'un rite funéraire, comme à Madagascar avec le famadihana (retournement des morts), ou au Vietnam avec le Bốc mộ. La dépouille est ensuite réenterrée.
Elle est strictement interdite par la Loi juive. 

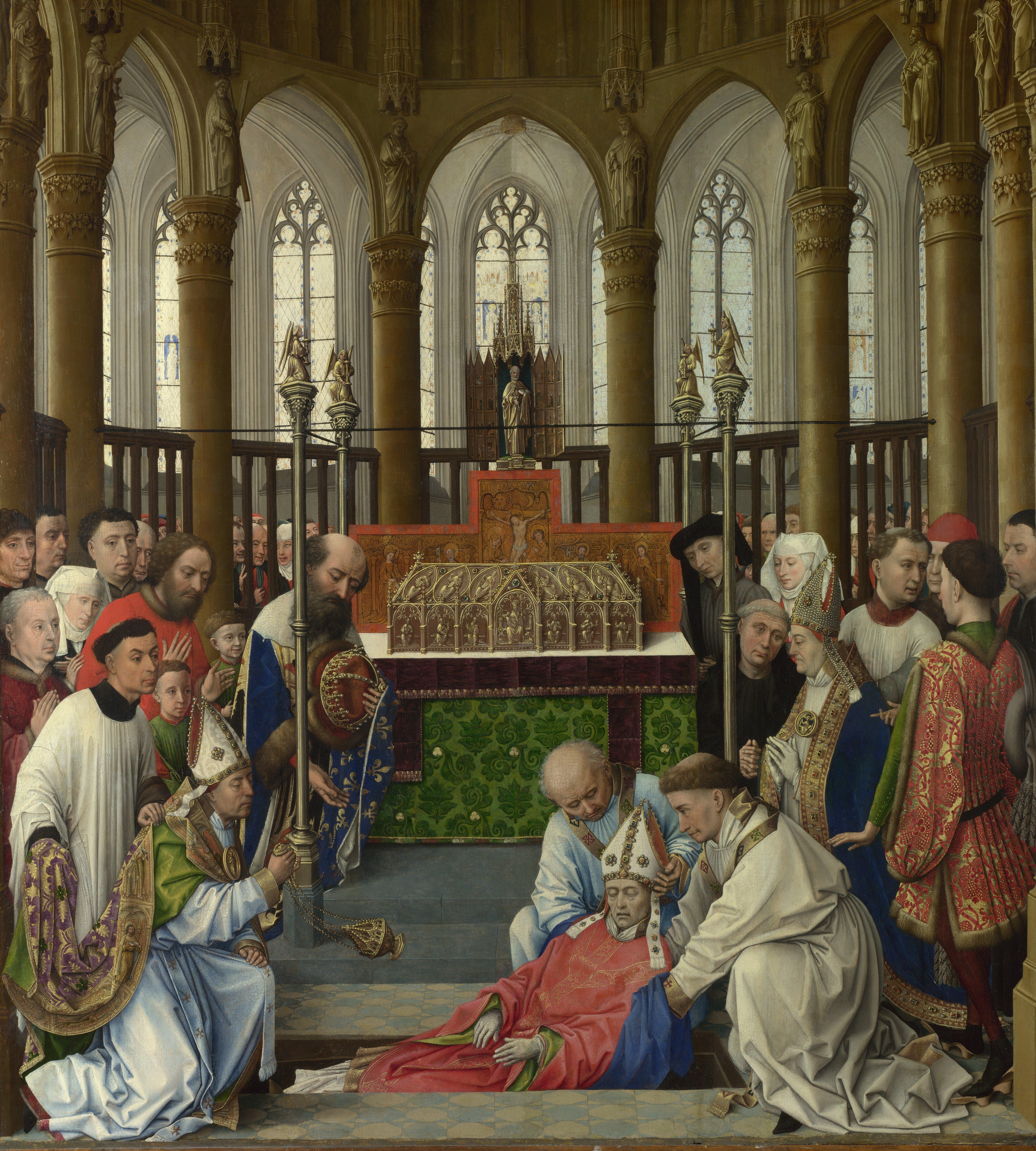
Exhumation de Saint Hubert à la collégiale Saint-Pierre de Liège pour invention de reliques (tableau de Rogier van der Weyden, c. 1437).
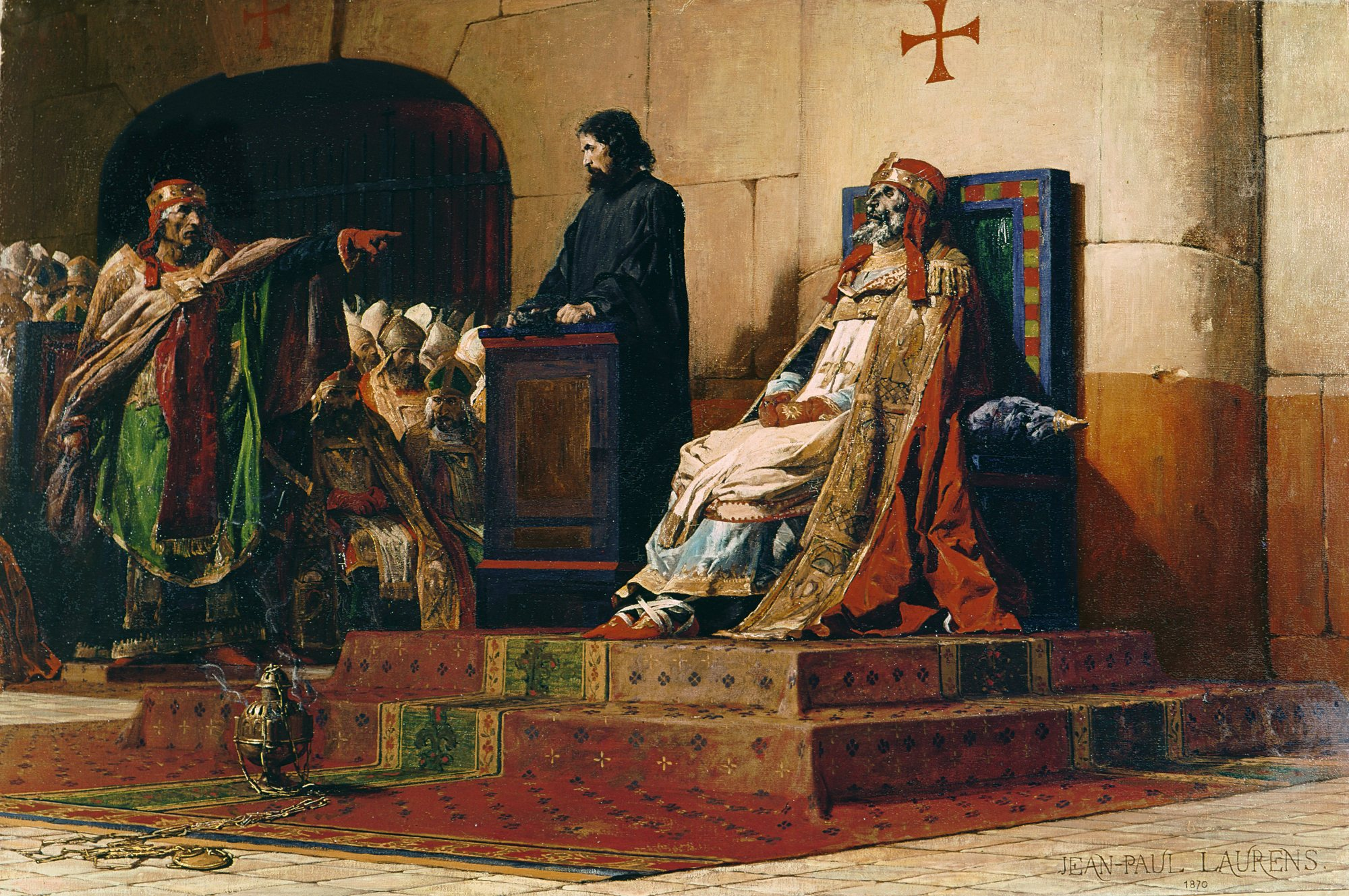
Le pape Formose exhumé pour être jugé lors du concile cadavérique en 897 (tableau de Jean-Paul Laurens, 1870).
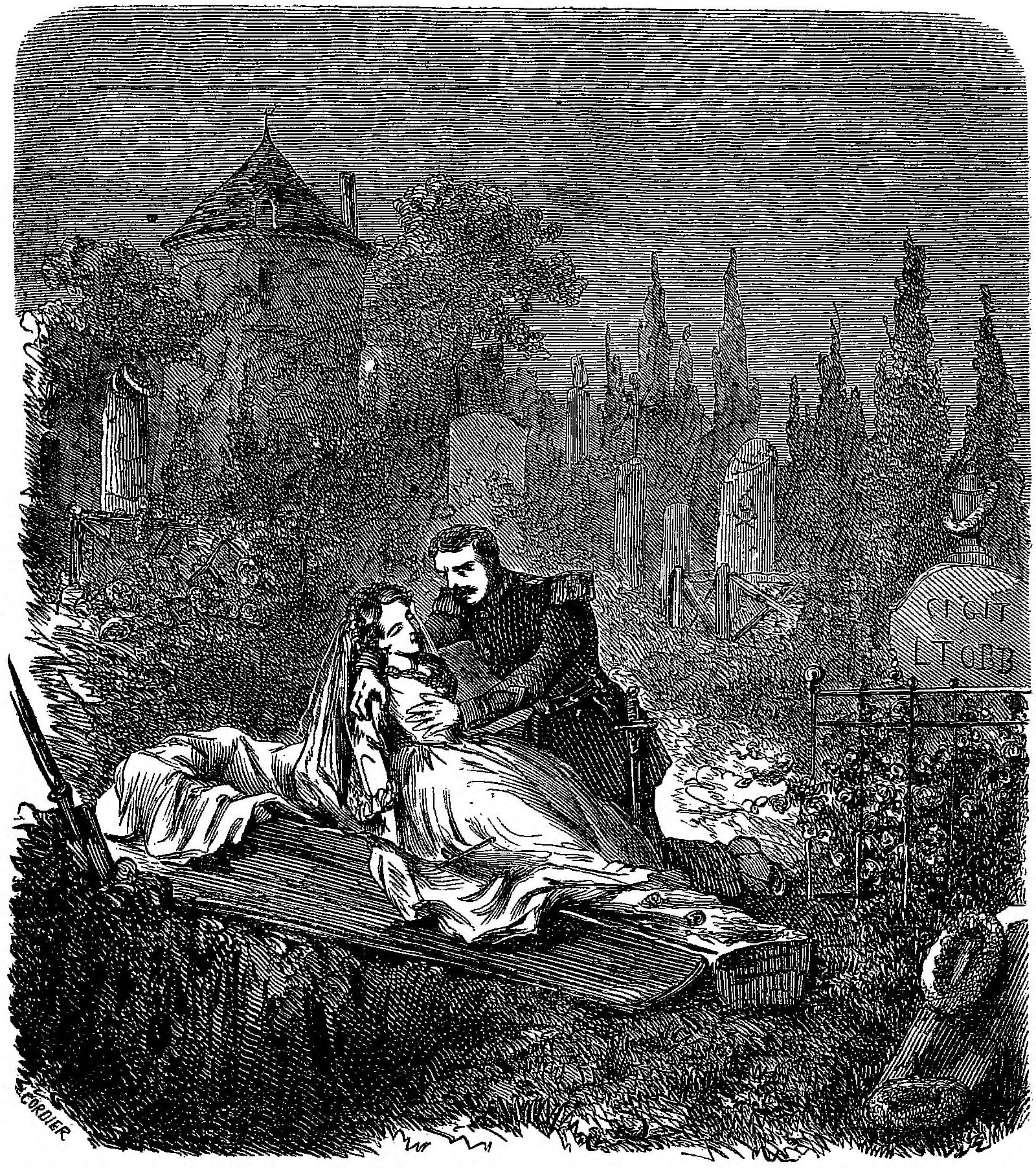
Le sergent Bertrand exhume un cadavre au cimetière du Montparnasse en 1848-1849 pour pratiquer la nécrophilie (gravure dans un ouvrage de Pierre Zaccone, 1878).
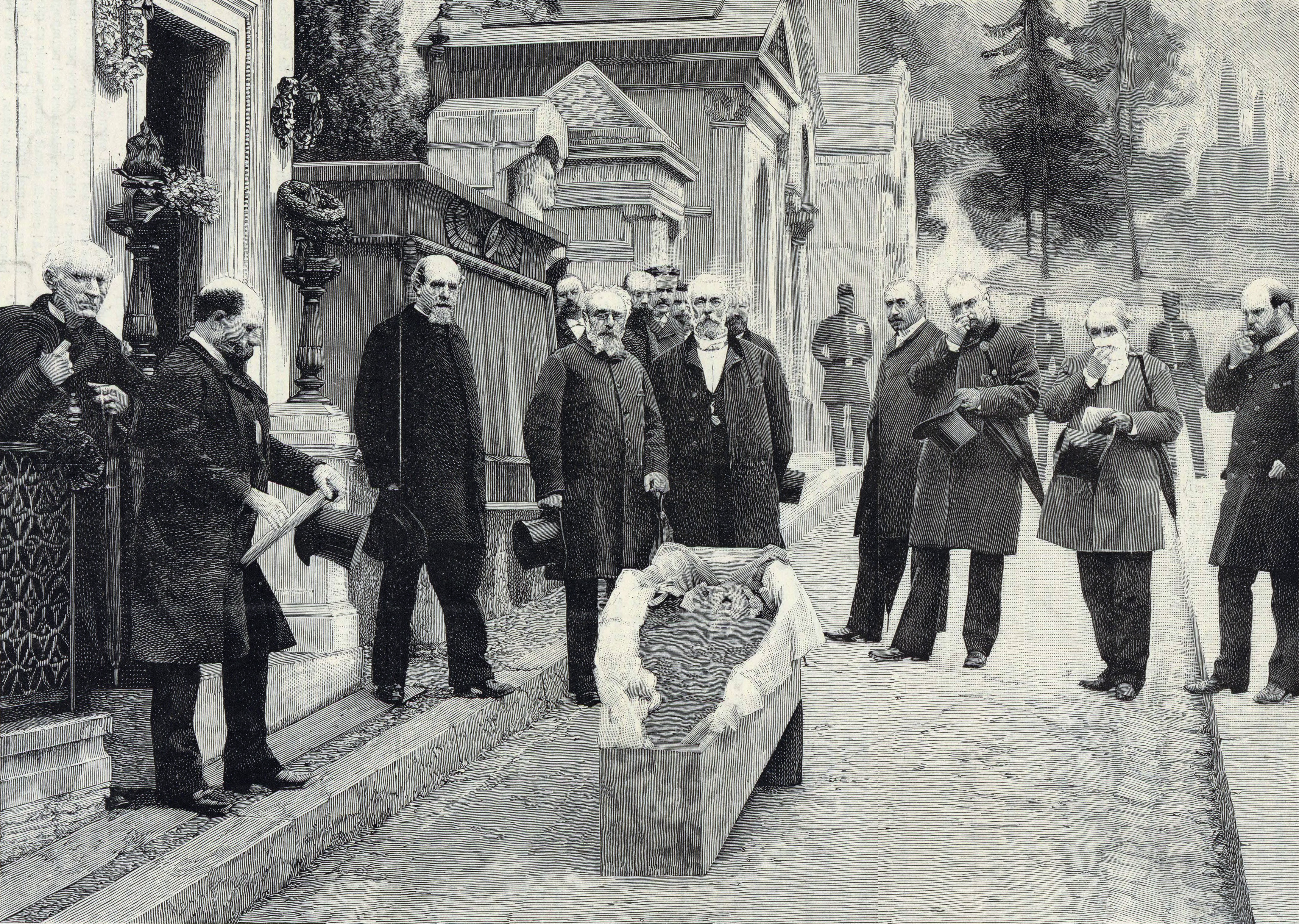
Exhumation de la dépouille de Rossini au Père-Lachaise en 1887, pour la transférer à la basilique Santa Croce de Florence.
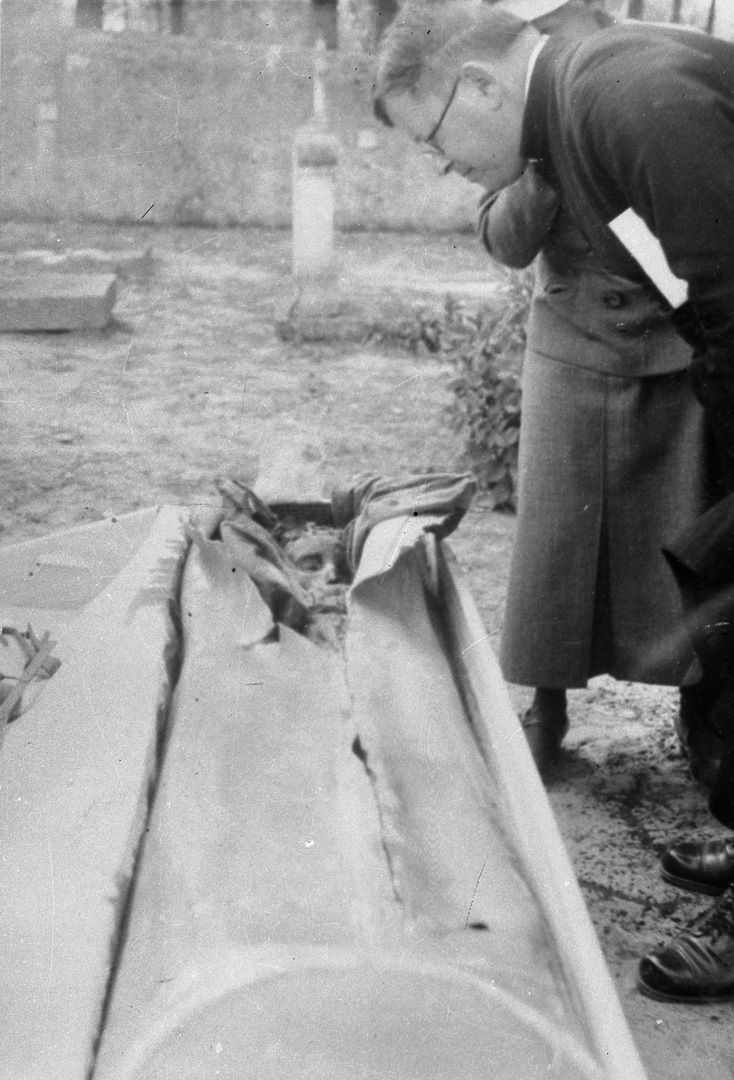
Examen du corps de Jacinta Marto lors de son exhumation en 1935, pour vérifier s'il est incorruptible.
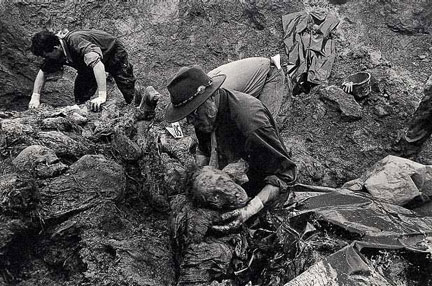
Exhumation de victimes du massacre de Srebrenica dans un charnier en 1996.
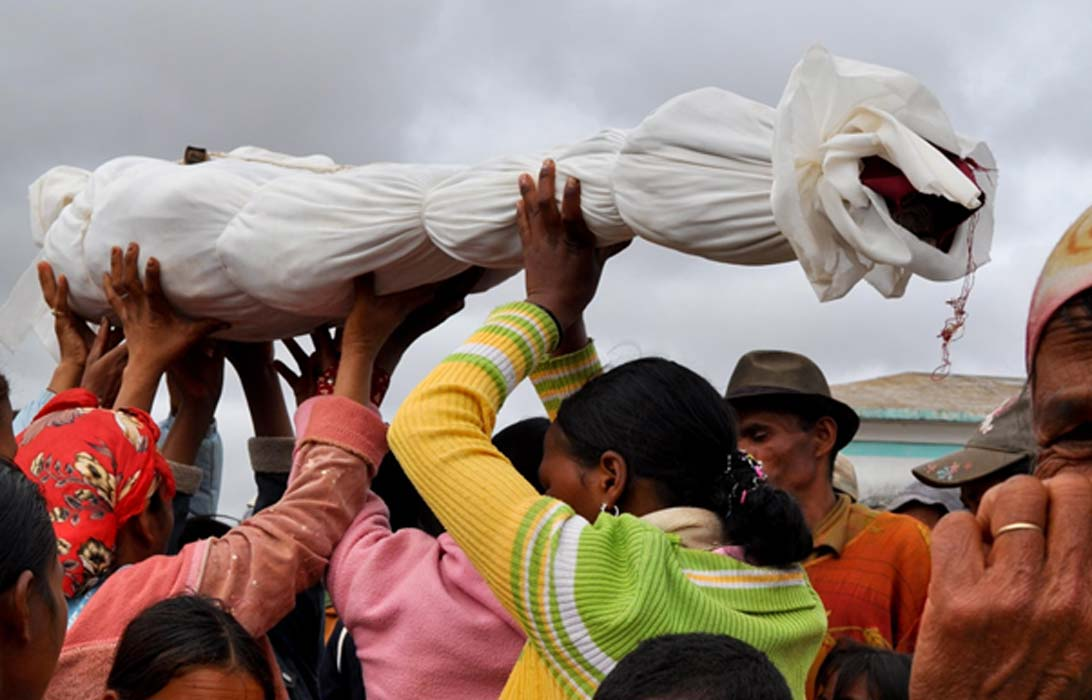
Famille de Madagascar portant le corps d'un de leurs ancêtres après l'avoir exhumé et en avoir changé les linceuls, lors du famadihana.